# Antiproton Decelerator
Der Antiproton Decelerator (Abkürzung AD; deutsch: Antiprotonen-Entschleuniger) ist ein Speicherring am CERN in Genf. Ziel des AD ist es, Antiprotonen, die mithilfe des Proton Synchrotrons erzeugt wurden,  abzubremsen und den verschiedenen Antimaterie-Experimenten zur Verfügung zu stellen.

## Geschichte
Am CERN wurden seit Ende der 1970er Jahre mit dem Protonenstrahl des Proton Synchrotron Antiprotonen erzeugt und für Versuche mit Antimaterie in den Anlagen Antiproton Accumulator (AA), Antiproton Collector (AC) und Low Energy Antiproton Ring (LEAR) eingefangen, gesammelt und abgebremst. 1995 zeigte das PS210-Experiment am LEAR-Speicherring am CERN, dass es prinzipiell möglich ist, Antiwasserstoff herzustellen. Allerdings konnten nur 9 Antiwasserstoffatome mit einer kinetischen Energie von ca. 1,2 GeV hergestellt werden. Dies entspricht bei Antiwasserstoff einer Geschwindigkeit von 0,9 c oder einer Temperatur von 1,4 · 1013 Kelvin. Auf Grund dieser hohen Temperatur spricht man auch von „heißem“ Antiwasserstoff. Da man mit Antiatomen auch Theorien wie z. B. das CPT-Theorem und verschiedene Vorhersagen über Antigravitation überprüfen kann, ist es von besonderem Interesse, Experimente an Antiwasserstoff durchzuführen. Um Hochpräzisionsexperimente durchzuführen, benötigt man wesentlich größere Mengen und um mehrere Größenordnungen kältere Antiwasserstoffatome. Dies war mit dem PS210-Aufbau nicht zu erreichen. Im Jahr 1996 wurden die Anlagen zugunsten des LHC stillgelegt.
Wegen des weiterhin großen Interesses an gekühlten Antiprotonen entschied man sich, aufbauend auf den Bauteilen des AC, den Antiproton Decelerator zu konstruieren. Die Umbaupläne wurden im Februar 1999 genehmigt. 1999 war der Antiproton Decelerator funktionsfähig und ist fähig, 2·107 Antiprotonen mit einer kinetischen Energie von 5,3 MeV zu liefern. Nach der Fertigstellung des AD wurden im Innern des Speicherrings verschiedene Antimaterieexperimente aufgebaut. Viele beschäftigen sich mit der Herstellung von kaltem Antiwasserstoff (z. B. ATHENA, ATRAP), andere nutzen die Antiprotonen für andere Zwecke wie z. B. ASACUSA, welches Messungen an exotischen Atomen vornimmt.

## Funktionsweise

### Antiprotonenerzeugung

Wirkungsquerschnitt für die Bildung eines Proton-Antiproton-Paars in Abhängigkeit von der primären Protonenenergie.

Da Antiprotonen auf der Erde nicht natürlich vorkommen, müssen sie künstlich erzeugt werden. Dies geschieht üblicherweise durch Paarbildung. Man schießt ein geladenes Teilchen (z. B. ein Proton p) mit hoher kinetischer Energie auf ein Target. Trifft das Strahlteilchen einen Atomkern, so wechselwirkt es mit einem Proton im Kern und ein Teilchen-Antiteilchenpaar wird erzeugt. Unter bestimmten Umständen entsteht ein Proton-Antiprotonpaar.
{\displaystyle \mathrm {p+p} +E_{\mathrm {kin} }\longrightarrow \mathrm {p+p+p+{\bar {p}}} }
Das so erzeugte Antiproton wird durch Massenspektrometer von den Protonen und den anderen erzeugten Teilchen-Antiteilchen-Paaren getrennt, sodass man nur noch Antiprotonen im Strahlrohr hat. Aufgrund der Viererimpulserhaltung beträgt die minimale kinetische Energie
{\displaystyle E_{\mathrm {kin} }=6\,m_{\mathrm {p} }\,c^{2}\,\approx \,5{,}63\,\mathrm {GeV} }.
Dies entspricht einem Impuls von 6,5 GeV/c. Da die Protonen im Kern des Targetmaterials gebunden sind, ist die tatsächliche Energie etwas niedriger und hängt von dem verwendeten Material ab. Üblich sind hier Kupfer, Iridium und Beryllium.
Da die Antiprotonenbildung mit Protonenimpulsen höher als 6,5 GeV/c wesentlich wahrscheinlicher wird (siehe Wirkungsquerschnittsgraph), verwendet man Protonen mit einem Impuls von 26 GeV/c, dies entspricht einer kinetischen Energie von etwa 25 GeV. Um diese recht hohe Energie bereitstellen zu können, wird ein Teilchenbeschleuniger benötigt. Im Falle des AD ist dies das Proton Synchrotron, welches auch als Vorbeschleuniger für den LHC verwendet wird.

### Aufbau

Der Antiprotonenherstellungs- und Speicherkomplex im Überblick. Die rote Strahlröhre im linken Bildbereich dient dem Protoneneinschuss zu Kalibrationzwecken.

Der AD ist ein Speicherring mit einem Umfang von 188 m. Er besteht im Wesentlichen aus den Teilen des Antiproton Collector, einem Speicherring, welcher zuvor zum Sammeln von Antiprotonen eingesetzt und auch am PS210-Experiment verwendet wurde. Allerdings wurden sehr viele Teile stark modifiziert. So wurden alle Leistungswandler besser stromstabilisiert und das Vakuum im Vergleich zum Vorgänger um den Faktor 20 (bei AD wenige 10−8) Pascal verbessert. Zum Abbremsen der Antiprotonen verwendet man Beschleunigungs-Kavitäten, die allerdings „verkehrt herum“ betrieben werden, sodass die Teilchen nach dem Durchlaufen der Kavität langsamer sind. Um die Emittanz des Teilchenstrahls zu verringern, besitzt der AD die Fähigkeit, die beiden Standardkühlmethoden stochastische Kühlung und Elektronenkühlung anzuwenden. Die Antiprotonen werden nach der Abbremsprozedur mit einem Kicker an die Experimente weitergeleitet. Ein Kicker ist ein Elektromagnet, der schnell eingeschaltet werden kann und so die Bahn der Teilchen verändert. Durch geschicktes Ansteuern kann damit eine Art Weiche für geladene Teilchen realisiert werden.
Der AD kann zu Kalibrationszwecken mit Protonen befüllt werden. Da Protonen die entgegengesetzte Ladung von Antiprotonen aufweisen, werden sie von den Ablenkmagneten in die entgegengesetzte Richtung abgelenkt. Damit sie aber dennoch gespeichert werden können, kann man sie mit Hilfe eines zweiten Strahlrohrs (im Bild die rote Schleife) in entgegengesetzter Richtung einschießen.
Um die Fläche der Halle optimal auszunutzen, baut man die Experimente im Innern des AD-Rings auf.

### Kalibrierung
Um den AD zu kalibrieren und die Bestandteile zu synchronisieren, nimmt man ihn mit Protonen in Betrieb. Der Vorteil, den Protonen gegenüber Antiprotonen bieten, ist die Tatsache, dass sie in wesentlich größerer Menge vorliegen, da man sie direkt vom Proton Synchrotron in den AD einschießen kann und nicht in einem Zwischenschritt über die Paarerzeugung herzustellen braucht. So stehen typischerweise 3·1010 Protonen zur Verfügung, während es im Operationsbetrieb nur 5·107 sind. Auf diese Weise werden die Signale der Messgeräte stärker, und man erhält ein besseres Signal-Rausch-Verhältnis.

### Betrieb

Die einzelnen Abbrems- und Kühlvorgänge in chronologischer Abfolge.

Ein Abbremszyklus beginnt damit, dass die Antiprotonen vom Target mit einem Impuls von 3,5 GeV/c in den AD eingeschossen werden. Da die Emittanz noch sehr hoch ist, wird sie mit Hilfe der stochastischen Kühlmethode verringert (siehe Kühlgraph). Nachdem die Emittanz ausreichend reduziert wurde, beginnt man mit dem eigentlichen Abbremsvorgang. In wenigen Sekunden werden die Antiprotonen mit Hilfe der Kavitäten auf einen Impuls von 2 GeV/c gebracht. Dabei wird aber gleichzeitig die Emittanz wieder erhöht, deshalb muss man erneut die stochastische Kühlung anwenden. Man beachte, dass Kühlmaßnahmen nur zur Verringerung der Emittanz dienen und nicht dafür verantwortlich sind, dass das Teilchenpaket insgesamt langsamer wird. Würde man die Antiprotonen direkt auf den gewünschten Impuls von 100 MeV/c bringen, so würde man aufgrund der steigenden Emittanz zu viele Antiprotonen im Strahlrohr verlieren. Nach der zweiten Kühlung kann man sie erneut abbremsen und die Emittanz mittels Elektronenkühlung reduzieren. Dies wiederholt man ein weiteres Mal, um den gewünschten Impuls von 100 MeV/c zu erreichen. Nach diesem Abbremsvorgang stehen etwa 2·107 langsame Antiprotonen zur Verfügung. Vergleicht man dies mit den 1013 Protonen, die auf das Target auftreffen, so benötigt man im Schnitt 5·105 Protonen, um ein langsames Antiproton zu erzeugen. Mit Hilfe eines Kickers werden die gekühlten Antiprotonen zu den Experimenten gelenkt. Nachdem die langsamen Antiprotonen an die Experimente weitergeleitet wurden, kann man den AD erneut mit schnellen Antiprotonen befüllen, und der ganze Prozess beginnt erneut.

### ELENA
Mit dem Entschleunigerring ELENA wird seit 2019 eine weitere Verbesserung des Strahls aus dem Antiproton Decelerator erreicht. Durch einen Synchrotron-Ring, den Hauptbestandteil von ELENA, sollen die Antiprotonen letztendlich von 5,3 MeV auf 0,1 MeV heruntergebremst werden, und durch einen darin integrierten Elektronenkühler sollen sie zusätzlich gekühlt werden.

## Experimente
Nach der Fertigstellung des AD wurden verschiedene Antimaterie-Experimente aufgebaut. Im Folgenden ist eine Auswahl davon beschrieben.

### ATHENA (AD-1)
Da beim PS210-Experiment nur neun sehr heiße Antiwasserstoffatome hergestellt werden konnten, wollte die ATHENA-Kollaboration zeigen, dass es möglich ist, größere Mengen kalten Antiwasserstoff herzustellen. Um dies zu erreichen, wurde eine Apparatur hergestellt, die man in drei Sektionen unterteilen kann: Als erstes die Antiprotonenfalle, in der die Antiprotonen vom AD gefangen und weiter heruntergekühlt werden, als zweites den Positronen-Erzeugungs-, Sammel- und Kühlbereich und schließlich den Mischbereich, in dem die beiden Bestandteil des Antiwasserstoffs zusammengebracht werden und rekombinieren können.

#### Antiprotonenfalle

Vorgehensweise bei der Antiprotonenakkumulation

Die Antiprotonen aus dem AD-Ring besitzen einen Impuls von 100 MeV/c, was einer Temperatur von 6,2·1010 Kelvin entspricht. Es ist daher erforderlich, sie noch weiter abzukühlen. Gemäß der Bethe-Formel verlieren geladene Teilchen kinetische Energie, wenn sie einen Festkörper durchdringen, deshalb stellt man dem Antiprotonenpaket eine 130 µm dicke Folie aus Aluminium in den Weg. Da in den Kernen der Aluminiumatome Protonen vorhanden sind, könnte man meinen, dass die Antiprotonen beim Kontakt sofort annihilieren, allerdings ist die Annihilationsrate stark von der Wechselwirkungszeit abhängig, welche sehr klein ist. Deshalb geht nur ein sehr kleiner Prozentsatz der Antiprotonen durch Annihilation verloren. Danach gelangen die immer noch energiereichen Antiprotonen in die vorbereitete Sammelfalle. Die Sammelfalle ist eine zylindrische Penning-Falle. Im Gegensatz zur klassischen Penning-Falle wird das elektrische Quadrupolfeld nicht durch hyperbolische Elektroden, sondern durch segmentierte Zylinderelektroden erreicht, bei der jeder Ring ein anderes Potential aufweist. Dadurch ist es möglich, einen Potentialtopf zu formen, in dem geladene Teilchen gefangen werden können (siehe Bild rechts). Da die Antiprotonen erst in den Potentialtopf gelangen müssen, ist dieser in den ersten 200 ns nach dem Auftreffen des Antiprotonenpaketes auf die Alufolie auf einer Seite geöffnet, während an der anderen Seite eine Spannung von 5 kV anliegt. Antiprotonen, die nach dem Durchqueren der Alufolie weniger als 5 keV kinetische Energie besitzen, können den Potentialberg nicht überwinden und werden reflektiert. Dies sind allerdings nur weniger als 0,1 % aller Antiprotonen, sodass von den ursprünglich 2·107 nur noch etwa 104 übrig bleiben. Damit die reflektierten Antiprotonen auch in der Falle bleiben, muss nach etwa 0,5 µs auch an der anderen Seite der Falle eine Spannung von 5 kV anliegen. Die Antiprotonen pendeln nun also zwischen den beiden Potentialwänden der Falle hin und her. Um die 5-keV-Antiprotonen auf wenige meV abzubremsen, hat man vor dem Eintreffen des Bunchs kalte (etwa 15 K bzw. 1,3 meV) Elektronen in die Falle vorgeladen. Da Elektronen wie auch Antiprotonen negativ geladen sind, ist es kein Problem, sie in derselben Falle zu fangen. Fliegen nun die Antiprotonen durch die kalten Elektronen, so geben diese ihre Temperatur an die kälteren Elektronen ab und verlieren so an Energie. Die aufgeheizten Elektronen geben ihrerseits ihre Energie durch Synchrotronstrahlung im Magnetfeld der Falle ab. Antiprotonen, die ca. 1800-mal schwerer als Positronen sind, senden zwar auch Synchrotronstrahlung aus, allerdings hängt die Strahlungsleistung sehr stark von der Masse der Teilchen ab und steigt rapide mit fallender Masse an. Nach wenigen Sekunden haben die Antiprotonen ihre thermische Energie komplett an die Elektronen abgegeben, welche ihrerseits wiederum die Temperatur durch Synchrotronstrahlung verringert haben. Schließlich stehen die gefangenen Teilchen bei etwa 15 K mit den sie umgebenden gekühlten supraleitenden Magneten im thermischen Gleichgewicht und sind nun bereit, in die Mischfalle transferiert zu werden.

#### Positronenerzeugung und Akkumulierung
Um die Positronen für den Antiwasserstoff herzustellen, könnte man genau so verfahren, wie bei der Produktion der Antiprotonen, allerdings stellt die Natur hier einen einfacheren Weg bereit. Das radioaktive Isotop 22Na zerfällt mit einer Wahrscheinlichkeit von 90 % durch β+-Zerfall in 22Ne, ein Positron, ein Elektron-Neutrino und ein hochenergetisches Photon.
{\displaystyle ^{22}\mathrm {Na} \ \longrightarrow \ ^{22}\mathrm {Ne+e^{+}+\nu _{e}+\gamma } \ (1{,}27\;\mathrm {MeV} )}
Das so entstandene schnelle Positron wird nun ebenfalls in einer zylindrischen Penning-Falle gefangen und heruntergekühlt. Zum einen befindet sich in der Falle Stickstoffgas bei einem sehr geringen Druck. Bewegen sich die Positronen durch das Gas, so regen sie dieses an. Dies geschieht inelastisch, sodass die Positronen an kinetischer Energie verlieren und abgebremst werden. Auch hier kommt wieder Antimaterie (Positronen) mit normaler Materie (Hüllenelektronen des Stickstoffs) in Kontakt und beginnt zu annihilieren. Allerdings ist der Druck des Stickstoffgases sehr gering und der Positronenfluss mit 5·106 Positronen pro Sekunde so hoch, dass Verluste nicht ins Gewicht fallen. Die andere verwendete Methode ist die rotating wall technique, bei der ein drehendes elektrisches Feld dem Fallenpotential überlagert wird, was im Magnetfeld der Spule zu einer Komprimierung der Positronenwolke führt. Die Zeit, die der AD benötigt, um die Antiprotonen abzubremsen, wird genutzt, um die Positronen in der Penning-Falle zu akkumulieren. So befinden sich zum Schluss über 3·108 Positronen in der Falle.

#### Die Mischfalle

Vorgehensweise beim Mischen von Antiprotonen und Positronen

Nun hat man die beiden Bestandteile eines Antiwasserstoffatoms erzeugt und muss sie in den gleichen Raumbereich bringen, damit sie rekombinieren können. Dazu dient, wie auch schon bei den beiden anderen Fallen, eine zylindrische Penning-Falle, die aus vielen einzelnen Ringelektroden besteht, um das komplexe Potential realisieren zu können. Als erstes werden die Positronen in die Mischfalle transportiert. Dies geschieht, indem man das Potential auf der einen Seite der Positronfalle auf null setzt; die Positronen strömen aufgrund ihrer kleinen Eigengeschwindigkeit aus der Positronenfalle heraus, wie Gas aus einer Gasflasche. Das Potential der Mischfalle ist zu diesem Zeitpunkt dem der Antiprotonenfalle bei t = 200 ns ähnlich. Sobald die Positronen in die leere Mischfalle geströmt sind, wird das Potential auf der anderen Seite der Mischfalle hochgefahren, und die Positronen sind in der Mischfalle gefangen. Bei diesem Vorgang verliert man etwa 50 % der Positronen. Danach wird die Positronenwolke axial komprimiert, damit sie nicht das ganze Mischfallenvolumen ausfüllen. Nun möchte man die Antiprotonen hinzufügen, allerdings stößt man auf das Problem, dass die beiden Teilchen unterschiedlich geladen sind (Antiproton negativ, Positron positiv) was bedeutet, dass sie nicht zusammen in einer normalen Penning-Falle gespeichert werden können. Anschaulich gesprochen kann man sagen, dass ein Potentialtopf für Positronen einen Potentialberg für Antiprotonen darstellt. Um dieses Problem zu lösen, legt man das Potential, das im Bild unter 1) zu sehen ist, an die Falle an. Die Positronen wie auch die Antiprotonen sind jeweils in ihrem Potentialtopf gefangen, der entsprechend ihrer Ladung in eine andere Richtung hin „offen“ ist. Um nun die Antiprotonen in den Mischbereich zu bekommen, verändert man das Potential so, dass es den gestrichelten Verlauf in Bild 2) annimmt. Dadurch können die Antiprotonen in die Mischfalle „rutschen“. Nachdem die Antiprotonen in den größeren Potentialtopf transferiert worden sind, legt man wieder das alte Potential an die Falle an (Bild 3)). Die so entstandene Falle nennt man verschachtelte Penning-Falle, da sie gewissermaßen zwei Penning-Fallen in sich vereint. Das Bild erweckt zwar den Anschein, als ob die beiden Teilchensorten voneinander getrennt wären, allerdings muss man daran denken, dass sie sich im selben Fallenvolumen aufhalten und miteinander rekombinieren können. Sie werden von dem Potential lediglich an der richtigen Position gehalten.
Wenn ein Positron und ein Antiproton zusammengefunden haben, entsteht elektrisch neutraler Antiwasserstoff. Dieser neutrale Antiwasserstoff wird von dem Fallenpotential und dem Magnetfeld nicht mehr gehalten, und so kann sich das Antiatom frei im Innern der Falle bewegen, bis es auf die Ringelektroden der Penning-Falle trifft. Dort annihilieren die beiden Teilchen mit ihrem jeweiligen Materiepartner aus dem Elektrodenmaterial. Dabei wird charakteristische Vernichtungsstrahlung ausgesandt. Diese Strahlung ist mit einem Detektor nachweisbar und somit kann gezählt werden, wie viele Antiwasserstoffatome hergestellt wurden.
2002 konnte ATHENA auf diese Weise insgesamt 5·105 kalte Antiwasserstoffatome herstellen. Die kinetische Energie betrug 0,2 eV, was einer Temperatur von etwa 2000 °C entspricht. Dies ist zwar nicht „kalt“ im Sinne von wenigen Millikelvin, vergleicht man die Temperatur allerdings mit den 1.4·1013 Kelvin bei PS210, so ist die Ausdrucksweise gerechtfertigt. An ATHENA wurden allerdings keine Hochpräzisionsexperimente durchgeführt, es wurde nur die Herstellung von größeren Mengen kalten Antiwasserstoffs demonstriert. Inzwischen wurde das Projekt zugunsten der Nachfolgeexperimente AEGIS und ACE eingestellt.

### ATRAP (AD-2)
ATRAP ist zur gleichen Zeit wie ATHENA am AD entstanden. Auch bei ATRAP war das Ziel die Herstellung von kaltem Antiwasserstoff. Die beiden Experimente sind sich sehr ähnlich, bis auf die Art und Weise der Positronenakkumulation, die für ATRAP nachfolgend beschrieben wird.

#### Positronenerzeugung und Akkumulierung

Der Positronenproduktions- und Speicherbereich.

Es gibt derzeit zwei effektive Möglichkeiten, die schnellen Positronen durch inelastische Vorgänge abzubremsen. Die ATRAP-Kollaboration wählte dabei einen anderen Weg als ATHENA. Die (wie auch bei ATHENA) von 22Na emittierten schnellen Positronen wurden zuerst von einer 10 µm dicken Titanfolie abgebremst und trafen dann auf einen 2 µm dicken Wolframkristall. Innerhalb des Kristalls besteht dann die Möglichkeit, dass sich ein positiv geladenes Positron und ein negativ geladenes Elektron zu einem Positroniumatom zusammenfügen. Bei diesem Vorgang verlieren die Positronen einen Großteil ihrer Energie, sodass es hier nicht mehr wie bei ATHENA nötig ist, sie mit Stickstoffgas weiter abzubremsen. Gelangt das Positroniumatom nun zur Penning-Falle am Ende der Apparatur, so wird es dort ionisiert und das Positron in der Falle gefangen.
Da die Positronenakkumulation auf diese Weise nicht besonders effizient war, ist inzwischen auch das ATRAP-Experiment auf die bei ATHENA verwendete Methode umgestiegen.

#### Aktuelle Entwicklung
Im Gegensatz zu ATHENA wurde ATRAP noch nicht eingestellt und konnte kontinuierlich verbessert und erweitert werden. So verfügt ATRAP inzwischen über eine Penning-Ioffe-Falle, die mit Hilfe von magnetischen Quadrupolfeldern den elektrisch neutralen Antiwasserstoff speichern kann. Dies ist möglich, da das magnetische Moment von Antiwasserstoff von Null verschieden ist.

### ASACUSA (AD-3)
Beim ASACUSA Experiment hat man sich darauf spezialisiert, exotische Atome in Form von antiprotonischem Helium herzustellen, also einem Heliumatom, bei dem ein Hüllenelektron durch ein Antiproton ersetzt wurde. Untersucht man diese Atome mit spektroskopischen Verfahren, so kann man verschiedene Aspekte des CPT-Theorems testen. Dieses sagt unter anderem voraus, dass die Massen von Proton und Antiproton identisch sind. Die Formel
{\displaystyle {\frac {1}{\lambda }}\;=\;Z^{2}{\frac {R_{\infty }}{1+{\frac {m_{\mathrm {\bar {p}} }}{M}}}}\left({\frac {1}{n_{2}^{2}}}-{\frac {1}{n_{1}^{2}}}\right)}
verknüpft die zu messende Wellenlänge {\displaystyle \lambda } des emittierten Lichts mit der Kernladungszahl {\displaystyle Z}, der Rydberg-Konstante {\displaystyle R_{\infty }}, den an dem Übergang beteiligten Hauptquantenzahlen {\displaystyle n_{1}} und {\displaystyle n_{2}}, der Kernmasse {\displaystyle M} und der Masse des Antiprotons {\displaystyle m_{\mathrm {\bar {p}} }}. Diese Formel ist zwar nur eine erste Näherung welche relativistische- und QED-Effekte wie z. B. den Lamb-Shift vernachlässigt. Sie illustriert dennoch die Idee hinter der Messung allerdings recht gut.
Bis auf die Wellenlänge {\displaystyle \lambda } und der Antiprotonenmasse {\displaystyle m_{\mathrm {\bar {p}} }} sind alle Observablen bekannt. Man kann also durch hochgenaues Messen der Wellenlänge die Antiprotonenmasse sehr präzise bestimmen und mit der Masse des Protons vergleichen. Weichen die Werte innerhalb des Messfehlers voneinander ab, dann ist das CPT-Theorem widerlegt.
ASACUSA hat mehrere Strahlungsübergänge hochgenau vermessen, konnte aber keine Abweichungen der Massen nachweisen. Es gibt also weiter keine Anzeichen für eine Verletzung des CPT-Theorems.

### ACE (AD-4)
Die möglichen Vorteile der Nutzung von Antiprotonen in der Strahlentherapie maligner Tumoren wurde von der ACE-Kollaboration erforscht. Aufgrund der freiwerdenden Annihilationsenergie ist die Dosis im Vergleich zu Protonen im Bragg-Peak bei gleicher Dosis im Eingangskanal etwa verdoppelt. Dadurch könnte das gesunde Gewebe in der Umgebung des Tumors geschont werden. Außerdem könnte die Detektion hochenergetischer Pionen Möglichkeiten für Online-Dosisverifikation bieten.

### ALPHA (AD-5)
ALPHA beschäftigt sich mit dem Produzieren, Fangen und Messen von Antiwasserstoff-Molekülen. Dazu werden zuerst Positronen und Antiprotonen in einer Penning-Falle gespeichert, und dann in einer magnetischen Oktupol-Falle (Ioffe-Falle) zusammengeführt. Die Antiwasserstoffe werden indirekt durch die Annihilations-Teilchen in einem Silicon Vertex Detector detektiert, Photonen im Fall von Positronen und Pionen für das Antiproton.
ALPHA hat 2010 als erstes Antiwasserstoffe fangen können. Im Jahr 2011 gelang es, 309 Antiwasserstoffatome für über 1000 Sekunden (über eine Viertelstunde) zu speichern. Die erste Messung eines Übergangs in Antiwasserstoff wurde 2012 von der gleichen Gruppe veröffentlicht. Im Jahr 2016 wurde zum ersten Mal der 1S–2S-Übergang von Antiwasserstoff genau gemessen. Wie vom CPT-Theorem vorhergesagt stimmen die Spektrallinien des 1S–2S-Übergangs von Wasserstoff und Antiwasserstoff bis zu einer Genauigkeit von 2·10−10 überein.

### AEGIS (AD-6)
Wie schon weiter oben erwähnt, gibt es verschiedene quantentheoretische Beschreibungen der Gravitation, die nicht ausschließen, dass Antimaterie im Gravitationsfeld der Erde eine andere Fallbeschleunigung als normale Materie erfahren könnte. Um dies zu überprüfen, wurde die AEGIS-Kollaboration gegründet. Momentan befindet sich das Experiment noch in der Planungs- und Vorbereitungsphase, der prinzipielle Aufbau steht allerdings schon fest.
Als Probekörper hat man sich für Antiwasserstoff entschieden. Der Grund hierfür liegt in der elektrischen Neutralität und relativ einfachen Herstellung von Antiwasserstoff. Andere Experimente, die als Probekörper geladene Antiteilchen verwendeten (z. B. Antiprotonen), scheiterten an den auf sie wirkenden elektrischen und magnetischen Kräften aufgrund von schwachen Feldern, die allgegenwärtig sind bzw. durch Fallen generiert werden. Dies ist verständlich, wenn man die elektrische Coulombkraft FC mit der gravitativen Kraft FG von zwei Elektronen miteinander vergleicht.
{\displaystyle {\frac {F_{\mathrm {C} }}{F_{\mathrm {G} }}}\approx 4{,}2\cdot 10^{42}}
Die Gravitation ist in diesem Fall also 4,2·1042 mal schwächer als die elektrische Kraft.

#### Messprinzip

Das komplette Messverfahren von AEGIS im Überblick.

Als erstes schießt man Positronen mit kinetischen Energien von 100 eV bis einige keV auf ein Target, das aus einem nanoporösen, nichtleitenden Festkörper besteht. Nanoporös bedeutet hier, dass die Porengröße im Bereich von 0,3 bis 30 nm liegt. Das einfallende Positron wird im Material sehr schnell abgebremst und kann unter bestimmten Umständen einen Bindungszustand mit einem Hüllenelektron aus dem Isolator eingehen; auf diese Weise entsteht Positronium. Da die Dielektrizitätszahl in den Poren kleiner ist als im Festkörper und damit die Bindungsenergie des Positronium erhöht, sammelt sich dieses bevorzugt in diesen Freiräumen. Dort prallt das Positronium immer wieder gegen die Wand und verliert so immer mehr kinetische Energie, bis diese schließlich so groß ist wie die thermische Energie des Targetmaterials. Durch Abkühlen des Isolators kann also sehr kaltes und damit auch sehr langsames Positronium akkumuliert werden. Hat sich das Positronium thermalisiert, kann es aus dem Isolator herausdiffundieren. Bei diesem gesamten Vorgang geht ein großer Anteil der Positronen durch Annihilation verloren. Jedoch kann durch entsprechende Dimensionierung des Positronenflusses für eine ausreichend große Anzahl an thermischem Positronium gesorgt werden. Bringt man nun das Positronium mit den zuvor in einer Penning-Falle akkumulierten und gekühlten Antiprotonen zusammen, so bildet sich Antiwasserstoff. Diese Reaktion besitzt allerdings eine sehr geringe Wahrscheinlichkeit, da in Positronium im Grundzustand das Positron sehr stark an das Elektron gebunden ist. Um die Bindungsenergie zu reduzieren, kann man das Positronium mit Hilfe von Lasern zu hohen Hauptquantenzahlen im Bereich von n = 30…40 anregen. Bildlich gesprochen entfernen sich die beiden Teilchen dadurch voneinander und spüren die gegenseitige Anziehung weniger. Im Fall von hoch angeregten Zuständen (man spricht auch von Rydberg-Zuständen) steigt die Wahrscheinlichkeit für die Antiwasserstoffbildung ungefähr mit der vierten Potenz der Hauptquantenzahl n. Die Bildungsgleichung sieht also wie folgt aus:
{\displaystyle \mathrm {Ps^{*}+{\bar {p}}\longrightarrow {\bar {H}}^{*}+e^{-}} }
Der Stern bedeutet, dass sich das Atom in einem Rydberg-Zustand befindet.
Antiwasserstoff ist elektrisch neutral und kann die Falle in jede Richtung verlassen, unter anderem in die Richtung der Stark-Beschleunigungselektroden (siehe Bild). Da für die Messung ein Antiwasserstoffstrahl benötigt wird, muss man den langsamen Antiwasserstoff gezielt in eine Richtung beschleunigen. Dies ist allerdings aufgrund der elektrischen Neutralität nicht mit einem homogenen elektrischen Feld zu erreichen. Antiwasserstoff weist allerdings ein elektrisches Dipolmoment auf und kann dadurch in einem elektrischen Gradientenfeld beschleunigt werden. Dieser Sachverhalt ist mit der Alltagserfahrung vergleichbar, dass ein Wasserstrahl (der ja elektrisch neutral ist) mit einem geladenen Kamm abgelenkt werden kann. Das Wasser wird also im inhomogenen elektrischen Feld des Kamms zum Kamm hin beschleunigt. Da diese Technik beim Antiwasserstoff mit dem Stark-Effekt verwandt ist, wird sie auch Stark-Beschleunigung genannt. Die Geschwindigkeit v, die dabei erreicht werden soll, wird ca. 400 m/s betragen. Um die Fallbeschleunigung g zu messen, lässt man den Strahl eine gewisse Strecke L fliegen. In der Zeit T = L/v „fallen“ die Antiwasserstoffatome im Gravitationsfeld der Erde. Die Antiatome führen also einen waagerechten Wurf aus. Während des Fallens wird der Strahl um die Strecke δx von der Horizontalen abgelenkt. Da die Geschwindigkeit v sehr klein ist, kann man klassische newtonsche Mechanik anwenden und erhält
{\displaystyle \delta x={\frac {1}{2}}\,g\,T^{2}={\frac {g\,L^{2}}{2\,v^{2}}}}
{\displaystyle \Rightarrow \ g={\frac {2\,v^{2}\,\delta x}{L^{2}}}}
Durch Messen der Verschiebung δx kann man also die Fallbeschleunigung g für Antimaterie bestimmen. Dies geschieht beim AEGIS-Experiment mit einem ortsauflösenden Moiré-Detektor. Als erstes Ziel für die Messgenauigkeit wurde eine Messabweichung von 1 % anvisiert.

## Verwandte Projekte
Mit dem Fermilab Antiproton Accumulator verfügen auch die USA über einen Antiprotonen-Speicherring. An ihm wurde 1997 mit dem E862 Experiment auf eine ähnliche Art und Weise wie beim PS210-Experiment 66 Antiwasserstoffatome hergestellt.
Mit dem FAIR Beschleunigerzentrum wird ab ca. 2023 auch in Deutschland eine ähnliche Anlage zur Verfügung stehen. Dazu wird die bestehende Beschleunigeranlage am GSI erheblich erweitert. Diese Anlage wird zwar in Deutschland stehen, ist allerdings ähnlich dem CERN als internationales Projekt angelegt.